# El Espinal, Sinaloa
El Espinal är en ort i Mexiko.   Den ligger i kommunen Mazatlán och delstaten Sinaloa, i den centrala delen av landet, 900 km nordväst om huvudstaden Mexico City. El Espinal ligger 147 meter över havet och antalet invånare är 276.
Terrängen runt El Espinal är huvudsakligen platt, men åt nordväst är den kuperad. Runt El Espinal är det ganska tätbefolkat, med 100 invånare per kvadratkilometer. Närmaste större samhälle är El Habal, 10,6 km sydväst om El Espinal. I omgivningarna runt El Espinal växer i huvudsak lövfällande lövskog.